# Psychedelic Sexfunk Live from Heaven

Psychedelic Sexfunk Live from Heaven est une vidéo contenant un live des Red Hot Chili Peppers. Filmée à la Long Beach Arena en Californie en 1990, elle nous présente le nouveau line-up du groupe de l'époque, Flea, Anthony Kiedis, John Frusciante et Chad Smith, qui était alors en tournée après la sortie de leur album Mother's Milk.
Les Red Hot interprètent, durant 40 minutes, neuf chansons, pour la plupart extraites de cet album qui fut leur premier véritable succès. Des passages sont également filmés dans les coulisses de ce concert.

## Liste des chansons
1. Stone Cold Bush
2. Flea's Star Spangled Banner
3. Good Time Boys
4. Sexy Mexican Maid
5. Magic Johnson
6. Pretty Little Ditty
7. Knock Me Down
8. Boyz-N-The-Hood/Special Secret Song Inside
9. Subway To Venus
10. Nevermind